# Bella Flor (Bolivia)
Bella Flor es un municipio de Bolivia, ubicado en el norte amazónico del país. Forma parte de la provincia Nicolás Suárez, en el departamento de Pando. La cabecera municipal, es decir donde se encuentran las oficinas municipales, es la localidad de Santa Lucía.
Según el último censo oficial realizado por el Instituto Nacional de Estadística de Bolivia (INE) en 2012, el municipio cuenta con una población de 3.909 habitantes y está situado a una altitud promedio de 220 metros sobre el nivel del mar.
El municipio posee una extensión superficial de 5.107 km², pero una población 2.173 habitantes, dando resultando a una densidad de población de 0,7 hab/km² (habitante por kilómetro cuadrado).

## Demografía
De acuerdo con el censo boliviano de 2024, la población del municipio de Bella Flores de 3 632 habitantes.
La población del municipio aumentó casi a la mitad entre 1992 y 2024:
| Año  | Habitantes (municipio) | Fuente                  |
| ---- | ---------------------- | ----------------------- |
| 1992 | 2 834                  | Censo boliviano de 1992 |
| 2001 | 2 305                  | Censo boliviano de 2001 |
| 2012 | 3 909                  | Censo boliviano de 2012 |
| 2024 | 3 632                  | Censo boliviano de 2024 |